# Rorýs srpokřídlý
Rorýs srpokřídlý (Chaetura vauxi) je malý pták z řádu svišťounů (Apodiformes). Je zástupce rodu Chaetura a je blízce příbuzný s rorýsem ostnitým a rorýsem Chapmanovým. V minulosti tvořily všechny tři druhy jeden – konspecifické druhy. Má 7 poddruhů. Je pojmenován po americkém vědci W. S. Vauxovi.

## Popis
Rorýs srpokřídlý je malý druh rorýse i ve srovnání s ostatními druhy rodu Chaetura. Je 10,7 až 11,2 cm velký a váží 18 g. Jedinci ze severních populací jsou s 11,5 cm o něco větší. Má doutníkovitý tvar těla, srpovitá křídla a krátký hranatý ocas. Hlava, svršek a křídla jsou tmavě černá, spodek, kostřec a ocasní krovky jsou šedavě hnědé. Hrdlo je světle šedé – u severních populací bělavé. Šat samců a samic je podobný.
Oproti rorýsi ostnitému je menší a má kratší křídla.

## Rozšíření
Rorýs srpokřídlý hnízdí v horách od jižní Aljašky po střední Kalifornii a od Mexika, přes Yukatánský poloostrov, východní Panamu, až po severní Venezuelu. Populace ze Spojených států amerických a Kanady je tažná, ptáci zimují od středního Mexika po jih Střední Ameriky. Stálá středoamerická populace je někdy považována za samostatný druh Chaetura richmondi (anglicky dusky-backed swift).

## Chování
Jedná se o pospolitý druh, s hejny o 30 a více jedincích, často s jinými druhy rorýsů, jako je například rorýs bělokrký (Streptoprocne zonaris). Let je charakteristický tuhými rázy, které střídá vrávoravé plachtění.
Dává přednost vzrostlým jehličnatým a opadavým lesům. Vyhledává vzrostlé stromy s dutinami pro hnízdění. Staví si miskovitá hnízda z větviček a slin na svislých površích v dutinách stromů, skalních puklinách a v podstřeší. Snůška má 3 bílá vajíčka.
Potravu hledá v letu. Živí se hmyzem.

## Poddruhy
Má 7 poddruhů:
- Chaetura vauxi andrei von Berlepsch & Hartert, 1902: východní Venezuela.
- Chaetura vauxi aphanes Wetmore & Phelps, 1956: severní Venezuela.
- Chaetura vauxi gaumeri Lawrence, 1882: Yukatánský poloostrov a ostrov Cozumel (Mexiko).
- Chaetura vauxi ochropygia Aldrich, 1937: východní Panama.
- Chaetura vauxi richmondi Ridgway, 1910: jižní Mexiko po Kostariku.
- Chaetura vauxi tamaulipensis Sutton, 1941: východní Mexiko.
- Chaetura vauxi vauxi (J. K. Townsend, 1839): západní Kanada po jihozápad Spojených států amerických.